# 东方红二号
东方红二号卫星是中华人民共和国20世纪末的军民两用通信卫星，主要用于广播电视以及数据传输等服务。卫星工作于地球静止轨道，主要覆盖中国全境及周围一些地区，1984年4月8日成功发射第一颗试验通信卫星。

## 历史
1970年4月24日，中国成功发射第一颗人造卫星东方红一号，随后中国人民解放军通信兵部提出发展静止轨道通信卫星。同年6月中国空间技术研究院展开对通信卫星的研制工作，受“文化大革命”影响一直处于方案探索阶段。
1972年，美国总统尼克松访华前，中美双方就电视转播问题进行协商，由于此时中国尚无通信卫星，因此只得向美国租用通信卫星和地面站。同年在尼克松和田中角荣访华期间，邮电部、中央广播事业局通过国际通信卫星进行通信和电视转播时对卫星通信产生了兴趣。经过分析论证和协调后由最初的军用卫星改为发展军民共用卫星。
1974年，邮电部写信给国务院总理周恩来，建议由国家统一组织卫星通信工程，周恩来做出批示。1975年3月31日，中央军委第八次常委会议讨论通过《关于发展我国通信卫星问题的报告》，随后毛泽东圈阅，工程被定为“331工程”，任新民担任项目总师。任务是将一颗通信卫星通过发射、测控，最后定点在地球静止轨道，然后和地面站进行通信试验。其中广播电视传输容量为1路PAL制彩色电视节目和12~15路广播节目。工程共有五大系统：东方红二号通信卫星、长征三号运载火箭、试验发射场、测控系统和卫星通信系统。
1979年8月28日，孙家栋被任命为东方红二号卫星的总设计师，1979年11月，卫星转入正样研制阶段。1983年9月，两颗东方红二号试验通信卫星运抵西昌卫星发射中心。第一颗卫星于1984年1月29日发射升空，因火箭三级二次点火失败未能送入预定轨道，后经地面测控中心调控注入大椭圆轨道，并成功进行多项通信传输试验。第二颗卫星于1984年4月8日成功发射，4月16日定点东经125°赤道上空，4月25日移交给北京卫星通信管理中心试用，5月14日试验结束，正式交付使用。
随后中国在东方红二号试验通信卫星的基础上进行改进，发展出东方红二号甲实用通信卫星，1988年3月7日第一颗东方红二号甲卫星发射成功，1988年至1991年，中国发射4颗东方红二号甲卫星，其中3颗定点成功，1颗发射失败。

## 型号

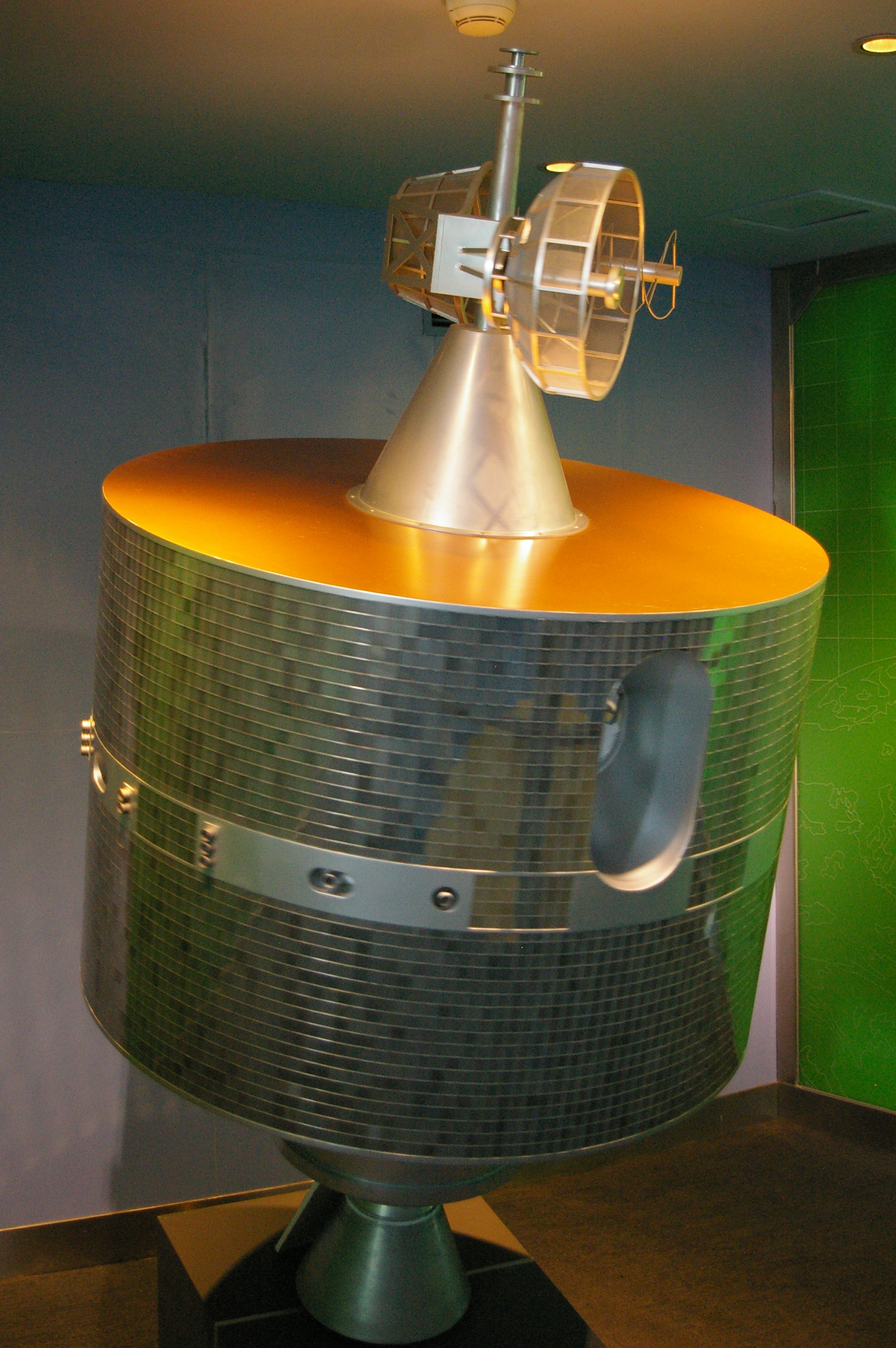
基于东方红二号研制的风云二号气象卫星

东方红二号卫星在设计上类似于60年代末的国际通信卫星-3系列卫星，卫星主体为圆柱体，采用自旋稳定，火箭将卫星送入地球同步转移轨道后再通过固体火箭发动机注入地球静止轨道，东方红二号系列卫星全部由长征三号运载火箭发射。
- 东方红二号卫星：卫星高3.1米，直径2.1米，卫星质量433公斤，采用全球波束喇叭天线，携带2个输出功率为8W的C波段转发器，等效全向辐射功率为23.4dBW，设计寿命3年[5]。
- 东方红二号甲卫星：卫星高3.75米，直径2.1米，卫星质量441公斤，采用国内波束抛物面天线，携带4个输出功率为10W的C波段转发器，等效全向辐射功率为36dBW，设计寿命4.5年[6]。

除此之外，中国空间技术研究院还以东方红二号甲通信卫星平台为基础，发展出“DJZ”地球静止轨道卫星平台，用于风云二号气象卫星。

## 卫星一览
| 名称             | 其它名称                | 型号         | 发射时间       | 定点             | 状态     | 备注                                                                     |
| ---------------- | ----------------------- | ------------ | -------------- | ---------------- | -------- | ------------------------------------------------------------------------ |
| 试验通信卫星     | 331-1                   | 东方红二号   | 1984年1月29日  | 未定点           | 失效     | 火箭三级二次点火失败，后经调控注入大椭圆轨道，并成功进行多项通信传输试验 |
| 试验通信卫星     | 331-2 STW-1             | 东方红二号   | 1984年4月8日   | 125° E           | 失效     |                                                                          |
| 实用广播通信卫星 | 331-3 STW-2             | 东方红二号   | 1986年2月1日   | 103° E           | 失效     | 采用东方红二号甲的国内波束抛物面天线，等效全向辐射功率为33dBW            |
| 实用通信卫星     | 331-4 STTW-1 CHINASAT-1 | 东方红二号甲 | 1988年3月7日   | 87.5° E          | 失效     |                                                                          |
| 实用通信卫星     | 331-5 STTW-2 CHINASAT-2 | 东方红二号甲 | 1988年12月22日 | 110.5° E         | 失效     |                                                                          |
| 实用通信卫星     | 331-6 STTW-3 CHINASAT-3 | 东方红二号甲 | 1990年2月4日   | 98° E            | 失效     | 由中国人民解放军使用                                                     |
| 实用通信卫星     | 331-7 STTW-4 CHINASAT-4 | 东方红二号甲 | 1991年12月28日 | 115.5° E（计划） | 发射失败 | 原为备份卫星，后因东方红三号进度推迟而启用。火箭三级故障，发射失败       |